# Hillevi
Hillevi ist ein weiblicher Vorname.

## Herkunft und Varianten
Der Name ist die finnische und schwedische Form von Heilwig.
Eine weitere finnische Variante ist Hilla.

## Bekannte Namensträgerinnen
- Hillevi Engström (* 1963), schwedische Politikerin
- Hillevi Hofmann (* 1972), österreichische Schauspielerin, Regisseurin und Journalistin
- Hillevi Martinpelto (* 1958), schwedische Opernsängerin
- Hillevi Svedberg (1910–1990), schwedische Architektin